# Lisa Palenica
Lisa Palenica (* 17. März 1987) ist eine US-amerikanische Filmproduzentin, Filmregisseurin, Drehbuchautorin und Schauspielerin.

## Leben
Nach der Schule absolvierte Palenica ein Pre-Medical-Studium, ein Bildungsweg, den Studenten in den USA und Kanada absolvieren, bevor sie Medizinstudenten werden. Dazu kam es aber nie, da sie sich für eine Weltreise entschied. Das Schauspiel übte sie anschließend als Hobby aus, allerdings wurde dabei ihre Vorliebe für die Filmregie geweckt. Mit Platinum Assassin Productions gründete sie ihre eigene Filmproduktionsfirma.
Seit 2012 ist sie in der Filmindustrie tätig. In ihren Filmen übernimmt Palencia meistens mehrere Funktionen. 2012 war sie am Videospiel Kitaru beteiligt. 2013 erschien der B-Movie Isis & Osiris – Die Armee der Finsternis. 2015 folgte Jurassic Monster, 2016 Atomic Shark.

## Filmografie

### Produzent
- 2012: Magnolia
- 2012: Kitaru (Videospiel)
- 2013: Isis & Osiris – Die Armee der Finsternis (Isis Rising: Curse of the Lady Mummy)
- 2013: Corrupting Eden (Fernsehserie)
- 2015: Beef Jerky (Kurzfilm)
- 2015: Jurassic Monster (Monster: The Prehistoric Project)
- 2016: Atomic Shark
- 2018: The Erectors (Fernsehserie, Pilotfolge)
- 2020: The Dark Side of Opulent

### Regie
- 2012: Magnolia
- 2013: Isis & Osiris – Die Armee der Finsternis (Isis Rising: Curse of the Lady Mummy)
- 2013: Corrupting Eden (Fernsehserie)
- 2015: Jurassic Monster (Monster: The Prehistoric Project)
- 2016: Atomic Shark

### Drehbuch
- 2012: Kitaru (Videospiel)
- 2013: Isis & Osiris – Die Armee der Finsternis (Isis Rising: Curse of the Lady Mummy)
- 2013: Corrupting Eden (Fernsehserie)
- 2016: Atomic Shark
- 2020: The Dark Side of Opulent

### Schauspiel
- 2012: Magnolia
- 2012: Kitaru (Videospiel, Sprecherrolle)
- 2013: Isis & Osiris – Die Armee der Finsternis (Isis Rising: Curse of the Lady Mummy)
- 2013: Corrupting Eden (Fernsehserie)
- 2014: Coyote Requiem
- 2015: Beef Jerky (Kurzfilm)
- 2015: Jurassic Monster (Monster: The Prehistoric Project)
- 2018: Rottentail
- 2020: The Dark Side of Opulent